# 大島連絡船
大島連絡船（おおしまれんらくせん）は、山口県玖珂郡大畠町（現・柳井市）の大畠駅から大畠瀬戸（西側）を渡り、同県屋代島（周防大島）の小松港（山口県大島郡大島町＝現・周防大島町）までを結んでいた日本国有鉄道（国鉄）の航路（鉄道連絡船）である。
元々は周防大島と本州の便を図る目的で山口県が開設した無料航路。戦後になって無料運営が行き詰まったことを契機に、国鉄に移管され有料となった。自動車の航送などで経営成績は良好で黒字経営を続けた。大島大橋の架橋により1976年（昭和51年）に廃止となった。
なお周防大島には国鉄バスの路線（大島線）があり、鉄道が走っていない島に路線を持つ、唯一の例であった。

## 概要
大畠 - 小松港間の営業キロは3.0 km（擬制キロ。実キロは2.8 km）。
小松港には、桟橋の他に、航路を管理する事務所兼駅舎があり、その横には島内各地へ向かう国鉄バスのターミナルがあった。一方、大畠駅では桟橋は鉄道の駅舎や跨線橋と直結しておらず、いったん改札を出て歩く必要があった。
末期となる1976年4月当時は、34往復が所要13分で運航していた。同時期の使用船舶は、大島丸（266トン）と安芸丸（223トン）の2隻。大島丸は廃止後、宮島連絡船に転属している。
施設については、桟橋は撤去されたが、小松港の駅舎などはそのまま残され、乗船時の注意事項を記した看板も残っていたが、1985年ごろに実施された港内整備の際に取り壊され、今では当時の面影は無い。また、国鉄バスのターミナル部分は、国鉄バス大島営業所の敷地となった。

## 沿革
- 1921年（大正10年）7月28日：大島渡船組合が、神代―鳴門間航路を開設。
- 1937年 山口県が継承
- 1946年（昭和21年）4月24日：県営から国鉄（運輸省）に移管、国鉄の鉄道連絡船の一つとなる。
- 1949年（昭和24年）6月1日：日本国有鉄道法施行に伴い、公共企業体日本国有鉄道（国鉄）に移管。
- 1954年（昭和29年）7月：自動車の航送を開始。
- 1976年（昭和51年）7月5日：大島大橋開通に伴い、役目を終えて廃止。

## 就航していた船舶
- 山口丸
- 第二山口丸
- 七浦丸
- 五十鈴丸
- 玉川丸
- 五月丸
- 大島丸（初代）
- 大島丸（2代目）
- 大島丸（3代目）
- 周防丸

## 他の航路
現在、小松港からは笠佐島への離島航路が発着している。
過去に、小松開作港（小松港の南西1km）から柳井港へ航路があり、1964年以降自動車の航送も行われた。